# Juan Pérez Mercader
Juan Antonio Pérez Mercader (Alcalá de Guadaíra, provincia de Sevilla, 1947), es un científico español experto en física multiescalar aplicada a la astrofísica y cosmología. Es profesor en la Universidad de Harvard y está considerado un experto mundial en el origen de la vida.

## Estudios
Vivió en Huelva hasta los 18 años.
Es Licenciado en Ciencias Físicas por la Universidad de Sevilla, Master of Science in Mathematics and Theoretical Physics por Trinity College of Dublín, así como Master of Philosophy por el City University of New York y Doctor of Philosophy en Física Teórica por el City College of New York convalidado en la Universidad Complutense.

## Trabajo

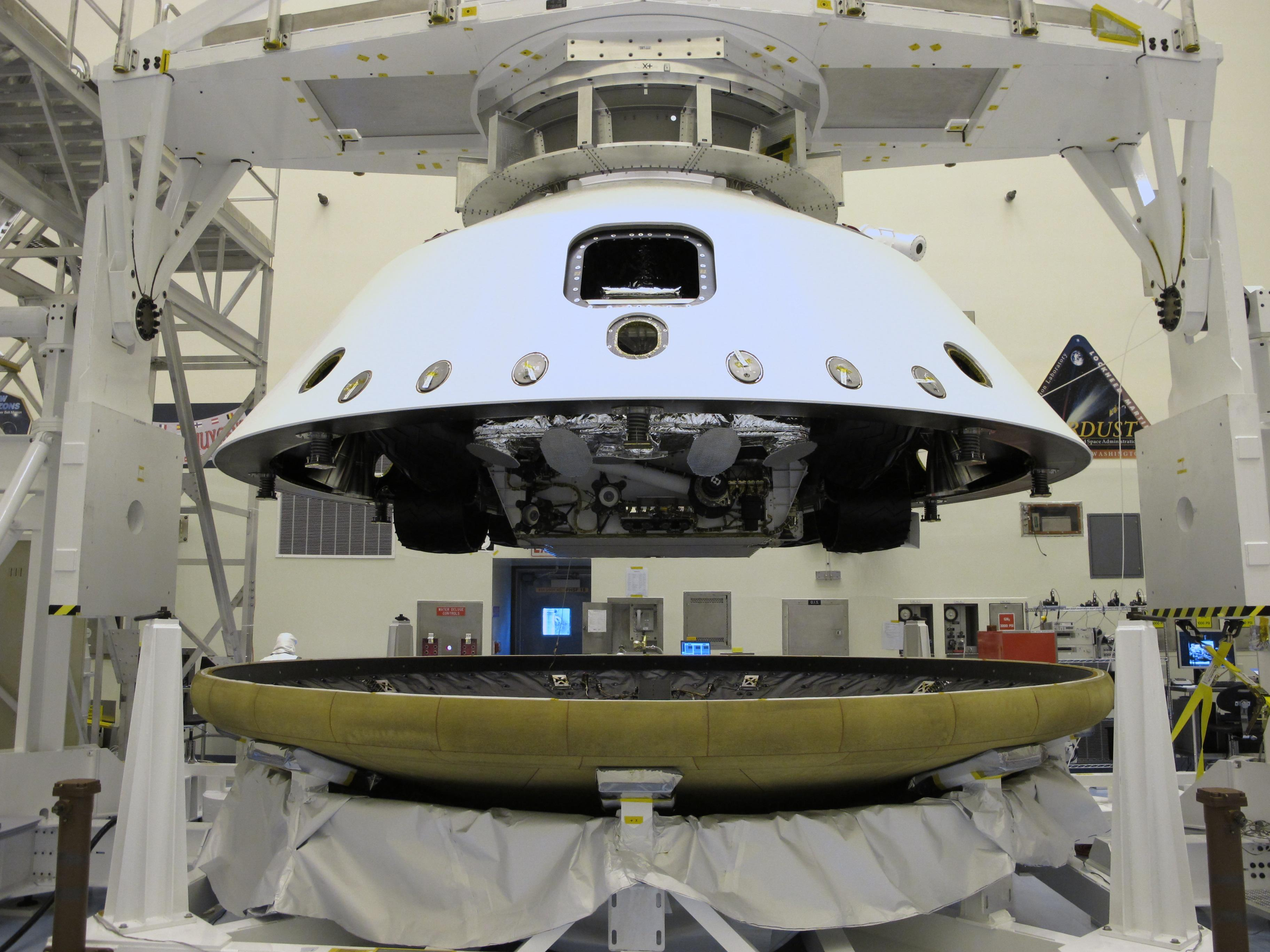
Juan Pérez Mercader dirigió la participación española en la instrumentación del Mars Science Laboratory

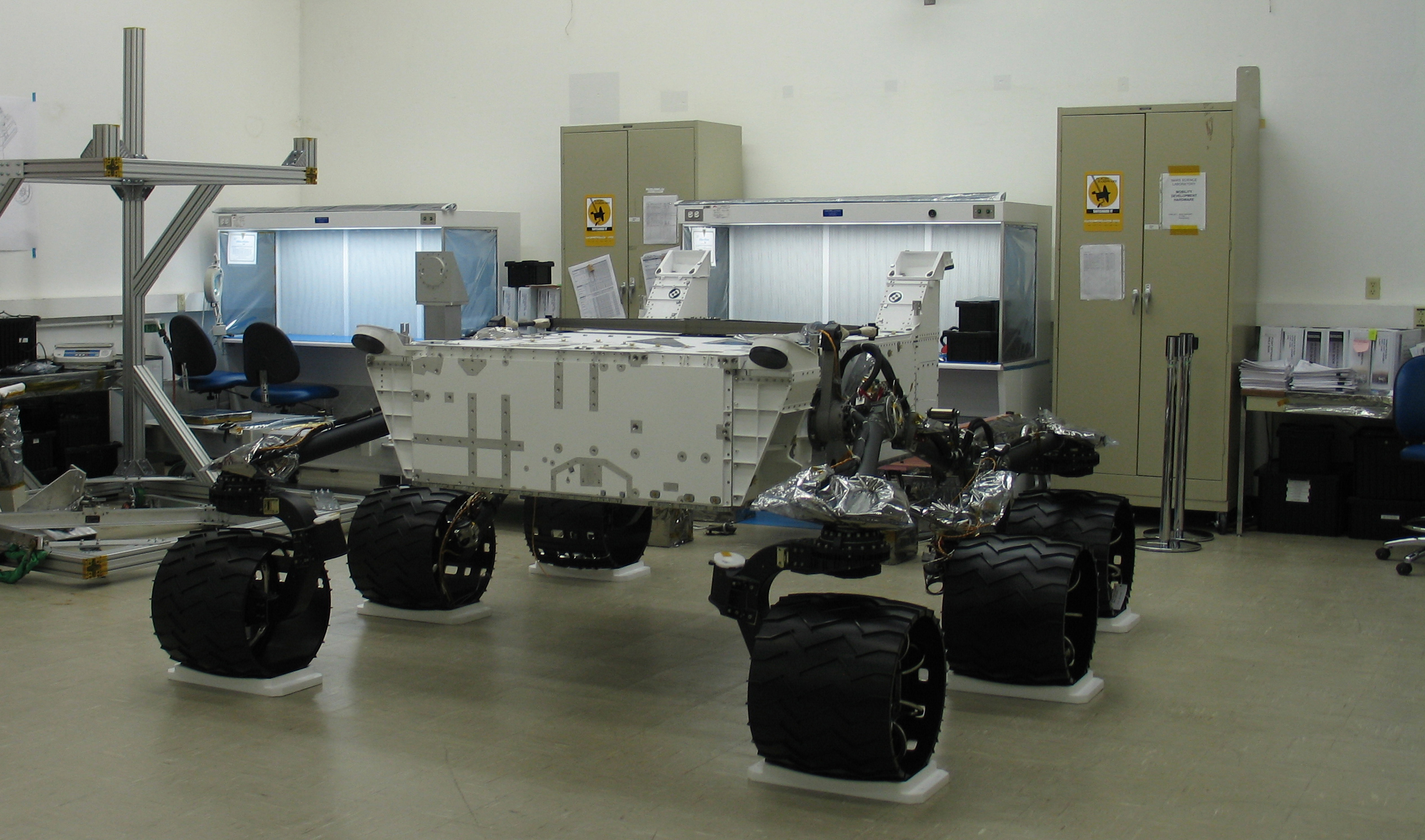
Mars Science Laboratory

Es Profesor de Investigación del CSIC, Laboratory Consultant del Los Alamos National Laboratory y profesor Externo del Santa Fe Institute, ambos en Nuevo México, Estados Unidos. También es Senior Research Fellow and Principal Investigator de la Universidad de Harvard donde investiga la interfaz entre Física y Biología.
Fue fundador del Centro de Astrobiología (CAB) y su primer director. El CAB está asociado al Nasa Astrobiology Institute.
Es el arquitecto de la participación española con infraestructura e instrumentación a bordo del Mars Science Laboratory que llegó a Marte en agosto de 2012.
Es vicepresidente de la Acción COST D-27 de la Unión Europea dedicada a Prebiotic Chemistry and the Origin of Life.
Su investigación se centra en la Física y su interés fundamental está en la aplicación de la Física Teórica al conocimiento del Universo, especialmente la Vida.
Ha predicho la desintegración del protón; ha explicado la distribución fractal de galaxias, extendiendo la física de los fenómenos críticos al Universo, por lo que en 1996 recibió un Premio de la Gravity Research Foundation de Massachusetts.
Es codescubridor del Gravito-Magnetismo, una propiedad del espacio-tiempo predicha por Einstein y otros en 1918 y que ha detectado y medido en 1998.
También ha explicado a partir de primeros principios la estructura jerárquica del Universo.
Cuenta con una patente en biotecnología y más de un centenar de trabajos originales publicados en las más prestigiosas revistas científicas internacionales: Science, Physical Review Letters, Proceedings of the Nacional Academy of Sciences of the USA, etc.

## Otros intereses
Es aficionado a la ornitología y amante de la divulgación científica, habiendo colaborado durante ocho años en Radio Nacional de España (Radio 1) con dos espacios semanales dedicados a la Ciencia.
Ha servido a Andalucía como Presidente de la Junta Rectora del parque natural de Doñana desde noviembre de 1998 a enero de 2007.
Desde enero de 2007 es Presidente del Comité Andaluz para la Sociedad del Conocimiento.
Es Patrono de la Fundación Río Tinto y de la Fundación José Ortega y Gasset.
Asesoró a la SEEI en la elaboración de contenidos de los pabellones de España en la Exposición Universal Aichi 2005 y en la Exposición Internacional Zaragoza 2008.
Es Miembro del Comité de Redacción de la Revista de Occidente y de varias revistas científicas especializadas de ámbito internacional.
Es miembro del consejo editorial de las revistas Astrobiology (Mary Ann Liebert, Estados Unidos) e International Journal of Astrobiology (Cambridge University Press, Reino Unido).
Es miembro de la Academia Europea de Ciencias y Artes desde 2003.

## Premios y reconocimientos
1998 Medalla de Oro de Andalucía
1998 Doctor honoris causa por la Universidad de Huelva
1998 Presidente de la Junta Rectora del parque natural de Doñana
1999 Elegido Miembro del Consejo de Ciencia y Tecnología de la Comunidad Autónoma de Madrid
2000 Consejo Consultivo del Círculo de Bellas Artes de Madrid
2002 Miembro de la Comisión de Investigación de Accidentes e Incidentes en Aviación Civil CIAIAC
2003 Cruz al Mérito Aeronáutico con distintivo blanco
2003 Public Service Medal de la NASA, como reconocimiento a sus contribuciones científicas, a la Astrobiología y a su implantación tanto dentro como fuera de los Estados Unidos. Es la distinción más alta que confiere NASA a una persona que no es un empleado suyo.
2006 Hijo predilecto de la provincia de Sevilla
2007 Premio Andalucía al Medio Ambiente
2007 Cruz al Mérito Naval con distintivo blanco
2008 Placa de Honor de la Asociación Española de Científicos.
Académico de la International Academy of Astronautics
Académico de número de la Academia Europea de Artes y Ciencias.
2019 Premio AIQBE al fomento y desarrollo de la Ciencia y la Tecnología.
2024 Hijo adoptivo de la ciudad de Huelva

## Publicaciones
- Pérez Mercader, Juan (2000). ¿Qué sabemos del universo? De antes del big bang al origen de la vida. Editorial Debate. ISBN 978-84-8306-316-3.